# Gemeinde Radeče

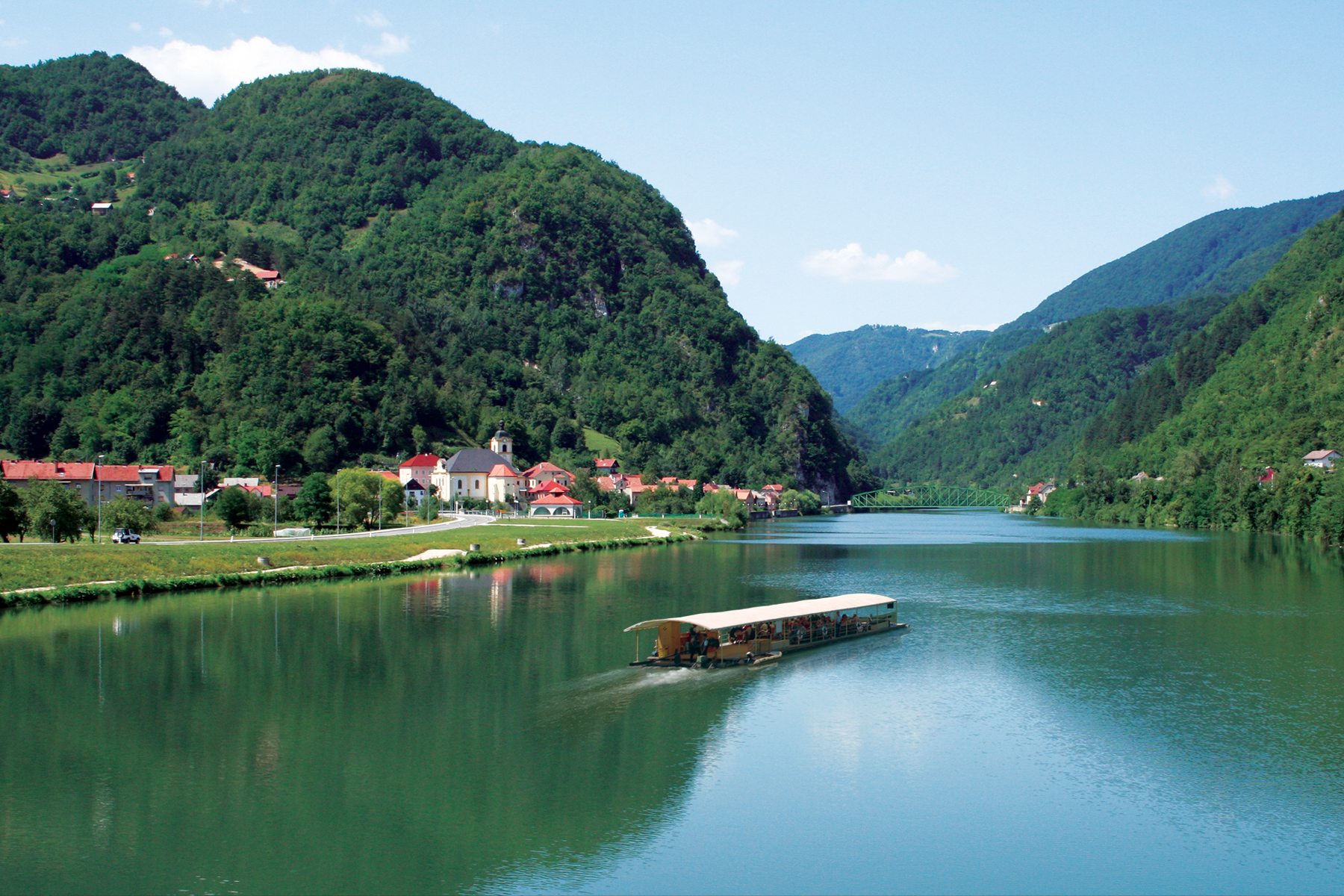
Save bei Radeče

Die Gemeinde Radeče (ausgesprochen [ˈɾaːdɛtʃɛ]; deutsch: Ratschach) ist eine Gemeinde (Občina) in der historischen Landschaft Dolenjska (Unterkrain), Region Posavska.
Der Hauptort Radeče liegt im unteren Save-Tal (Posavje) zwischen Zidani most und Sevnica in Slowenien.
Die aus 23 Ortschaften bestehende Gesamtgemeinde liegt im zentralen Save-Bergland (Posavsko hribovje), der gleichnamige Hauptort an der Mündung des Baches Sopot in die Save.

## Ortschaften
- Brunk (deutsch Brunigg, älter auch Braunegg)
- Brunška Gora (deutsch Bruniggberg)
- Dobrava (deutsch Dobrau)
- Čimerno (deutsch Hömelberg)
- Goreljce (deutsch Gorelze)
- Hotemež (deutsch Hottemesch)
- Jagnjenica (deutsch Sankt Agnes, auch Jagnanitz)
- Jelovo
- Log pri Vrhovem (deutsch Logg bei Ratschach)
- Loška Gora (deutsch Loggerberg)
- Močilno (deutsch Motschill)
- Njivice (deutsch Niwitz )
- Obrežje (deutsch Obresche)
- Počakovo (deutsch Sankt Johann in der Unterkrain)
- Prapretno (deutsch Varngried, auch Praprethen)
- Radeče (deutsch Ratschach)
- Rudna vas (deutsch Rudendorf )
- Stari Dvor (deutsch Althof bei Ratschach)
- Svibno (deutsch Scharfenberg)
- Vrhovo (deutsch Werchau bei Scharfenberg)
- Zagrad (deutsch Unterschloss, auch Sagrad)
- Zavrate (deutsch Sauradt)
- Žebnik (deutsch Siebenegg)

## Nachbargemeinden
| Trbovlje                | Hrastnik                                    | Laško   |
| Zagorje ob Savi, Litija | Kompassrose, die auf Nachbargemeinden zeigt | Sevnica |
| Litija                  | Sevnica                                     | Sevnica |

## Geschichte
1297 wurde Radeče erstmals schriftlich erwähnt. Seit 1338 hat die Siedlung das Marktrecht. 1925 wurde Radeče zur Stadt und 1995 zum Hauptort der gleichnamigen Gemeinde.
Auf dem Gemeindegebiet wurde ein Massengrab aus der Zeit des Zweiten Weltkriegs gefunden.

## Persönlichkeiten
In Radeče geboren
- Viktor Knavs (* 1941 in Jagnjenica, heute Gemeinde Radeče), Vater von Melania Trump
- Benjamin Šeško (* 2003), Fußballspieler